# Индијска одбрана (шах)
Овај чланак користи алгебарску шаховску нотацију како би се описали шаховски потези.
Под Индијском одбраном се подразумевају све позиције настале након 1. д4 Сф6. Дели се на много огранака, варијанти и под варијанти.

## Варијанте
- Краљева индијска одбрана
- Нимцоиндијска одбрана
- Дамина индијска одбрана
- Гринфелдова индијска одбрана
- Богољубовљева индијска одбрана
- Модерни Бенони
- Будипештански гамбит
- Блуменфелдов гамбит
- Каталонска одбрана
- Староиндијска одбрана